# Малыгин, Илларион Николаевич
Илларион Николаевич Малыгин (псевдоним — Илларион Николаевич Стальский; 5 июня 1901, Таганрог — 28 февраля 1978) — русский писатель, драматург и поэт, фронтовой корреспондент. Член Союза писателей СССР (1934).

## Жизнь и творчество
Родился в 1901 году в Таганроге, из рабочей семьи.
С 1919-го по 1931 года И. Малыгин (Стальский) работал электромонтёром на таганрогских заводах.
Литературную деятельность начал в 1919 году с рабкоровских заметок, стихов, рассказов. Работая на заводе руководил литературной группой Таганрога, Один из деятелей Таганрогской ассоциации пролетарских писателей. В конце двадцатых годов поэмой «Расстрелянные вечера» и стихами он заявил о себе как поэт-коммунист.
В Таганроге окончил режиссёрское отделение Государственной студии драмы театрального подотдела Наробраза. Член ВКП(б) с 1928 года.
В 1934 году был делегатом на Первом съезде писателей СССР, став одним из первых членов Союза писателей СССР.
С первых дней Великой Отечественной войны политрук И. Стальский становится военным корреспондентом Южного, а затем Закавказского, позднее — Северо-Западного фронтов.
В 1945 год был демобилизован, вернулся в Ростов-на-Дону, где снова возглавил областное отделение Совета писателей СССР до  1950 года, одновременно являясь директором Государственного драматического театра имени М. Горького.
В 1950-1958 годах - председатель Ростовского областного комитета радиовещания.
Умер в 1978 году.
Отмечен правительственными наградами. Являлся депутатом городских Советов Ростова и Таганрога.

## Творчество
В 1927 году появилась пьеса И. Н. Стальского «Две любви», тема которой — борьба таганрогских рабочих, с белогвардейцами в годы гражданской войны. Пьеса шла на сценах рабочих клубов Таганрога.
В 1928 году завершил работу над пьесой «Чёрный дым» о реконструкции завода, о ломке человеческих характеров, о чести советского рабочего человека — хозяина своей страны. Пьеса получила одобрение А. М. Горького.
Пьесу «Любовь в упряжке», вышедшую в 1932 году в московском издательстве «Федерация», также заметил Горький и дал автору добрые советы. Главные герои пьесы — заводская молодёжь, в основном комсомольцы. Одновременно с темой дружбы в пьесе звучит тема взаимоотношений двух поколений — коммунистов и комсомольцев.
В 1933—1934 годах пишет пьесу о бдительности советских людей — «Красивая женщина», затем появляется ряд пьес драматурга: «Индия», «Человек идёт дальше», «Свежий приток», «Сталевары», «Доблесть».
В последние годы жизни И. Стальским написаны пьесы «На исходе ночи» — о борьбе ростовских большевиков-подпольщиков против деникинцев в годы гражданской войны — и "Анфиса Непрощённая — о людях наших дней, о борьбе за человека, за его место в жизни. Поэма «Расплата» посвящена теме партизанской борьбы с врагами нашей Родины в годы Великой Отечественной войны.

### Произведения И. Н. Стальского (Малыгина)
Отдельные издания
Пьесы
- Чёрный дым: В 4-х д., 8-ми карт. — Ростов: Сев. Кавказ, 1931. — 72 с. — (Новинки пролет. лит. Сев. Кавказа).
- Свежий приток: В 1-м д. — Ростов: Сев. Кавказ, 1931. — 15 с.
- Любовь в упряжке: Комедия в 4-х д., 8-ми карт. — М.: Федерация, 1932. — 115 с.
- Любовь в упряжке: Комедия в 4-х д., 8-ми карт. — Ростов: Азчериздат, 1937. — 96 с.
- Пьесы. — Ростов: Азчериздат, 1934. — 272 с.
- На исходе ночи: Драма в 4-х д., 9-ти карт. — Ростов: Кн. изд-во, 1960. — 64 с.
- Пьесы. — Ростов: Кн. изд-во, 1962. — 243 с., 1 л. портр.

Стихи
- Дед и внук. — Ростов: Ростиздат, 1941. — 4 с.,

Публикации в журналах
- На исходе: Драма в 4-х д., 9-ти карт. — Дон, 1958. — № 10. — С. 69—106.
- В степи: Поэма. — Дон, 1960. — № 4. — С. 118—124.